# Synagoge (Altenschönbach)

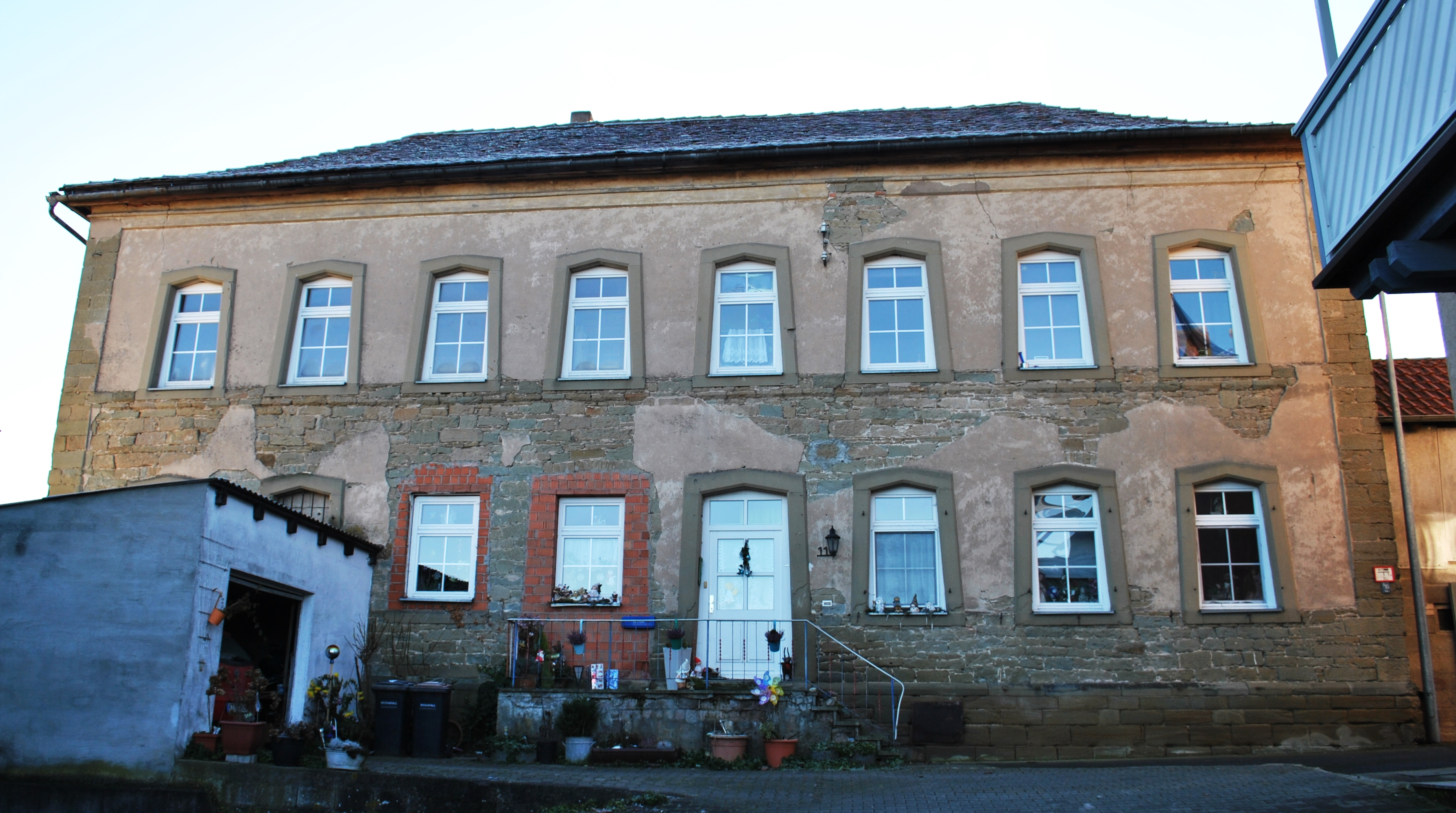
Die Synagoge in Altenschönbach

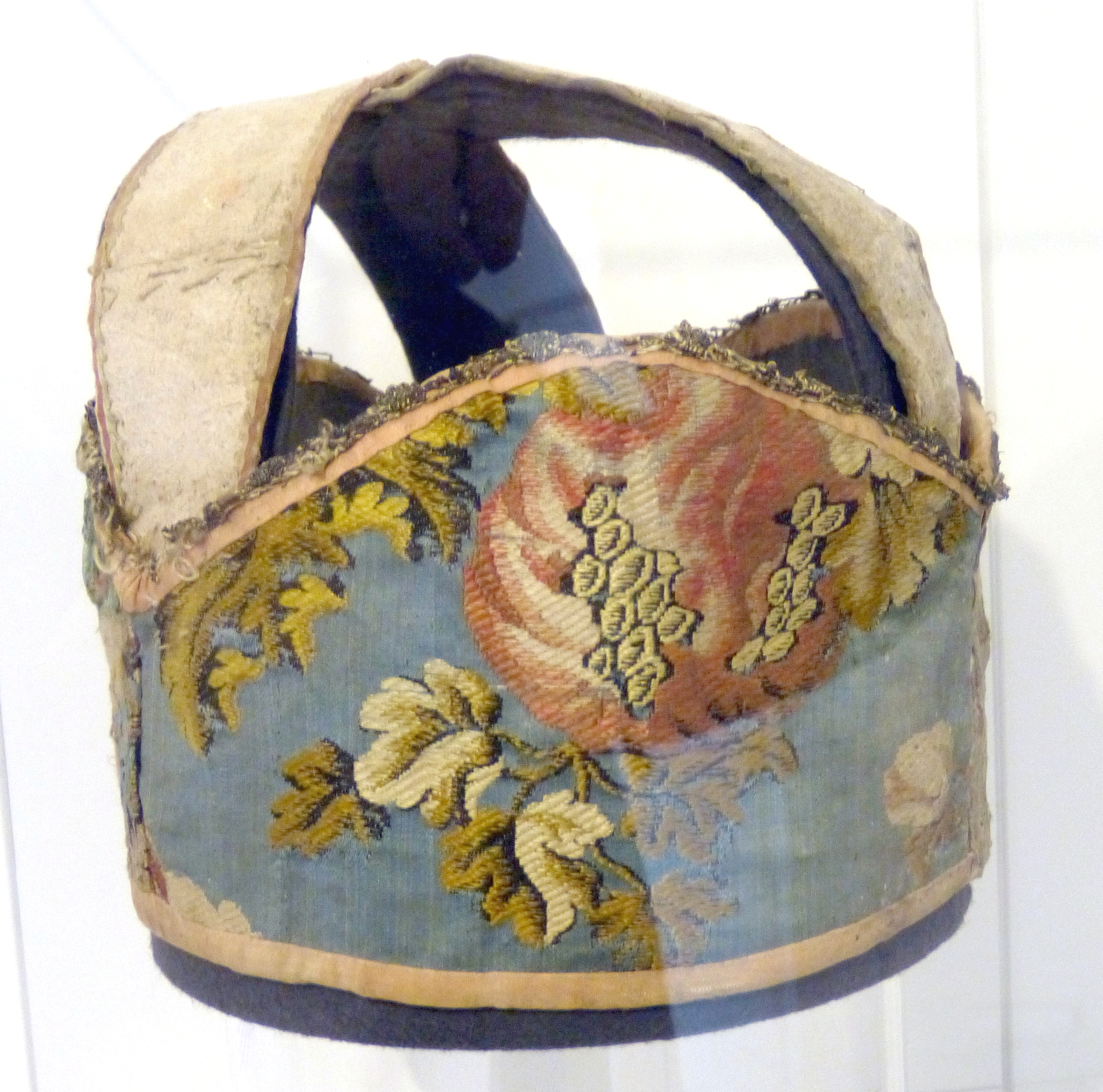
Tora-Krone (19. Jahrhundert) der armen Jüdischen Gemeinde Altenschönbach, heute im Jüdischen Museum Franken

Die ehemalige Synagoge im Prichsenstadter Ortsteil Altenschönbach im unterfränkischen Landkreis Kitzingen ist ein ehemaliger Sakralbau der Israelitischen Kultusgemeinde. Sie befindet sich an der Lochmühlstraße in der Dorfmitte.

## Geschichte
Bereits im Jahr 1717 bestand eine Synagoge in der Ortsmitte des Dorfes. Neben dem Gebetsraum war eine jüdische Schule  untergebracht. Im Jahr 1795 begannen die Altenschönbacher Juden ein Totenbuch anzulegen, welches in der Synagoge aufbewahrt wurde. Eine Stiftung des Jahres 1838 ermöglichte den Bau einer neuen Synagoge. Singer, Mitglied der Gemeinde, spendete in diesem Jahr 2400 Gulden, was der Hälfte des aufzubringenden Betrages entsprach.
Die Synagoge entstand im Jahr 1843 und war außerdem mit einer Schule und einer Mikwe ausgestattet. Am 10. November 1938 zogen einige SS-Männer aus Prichsenstadt kommend vor die Synagoge. Sie warfen die Fenster des Hauses ein und demolierten die Inneneinrichtung. Die entwendeten Thorarollen wurden im Garten eines Bauern verbrannt. Zwischen 1949 und 1950 fanden zwei Prozesse gegen die Hauptverantwortlichen statt. 1987 befand sich eine Kühlanlage im Inneren.

## Beschreibung
Das Bayerische Landesamt für Denkmalpflege ordnet die ehemalige Synagoge als Baudenkmal ein. Sie präsentiert sich heute als zweigeschossiger Walmdachbau. Die Synagoge entstammt dem 19. Jahrhundert und wurde mit sich verjüngenden Tür- und Fensteröffnungen ausgestattet.